# Ериловка
Ери́ловка — село Черкасского сельского поселения Елецкого района Липецкой области.

## География
Ериловка находится в северо-восточной части Елецкого района, в 17 км к северо-востоку от Ельца. Располагается на правом берегу реки Быстрая Сосна, при впадении в ней небольшого ручья.

## История
Ериловка возникла не позднее середины XIX века. Основана выходцами из соседнего села Черкассы, так как находилось в приходе церкви этого села. Вероятно, название перешло к селу от местного урочища, посвященного древнему славянскому богу плодородия «Ярило».
В «Списке населенных мест» Елецкого уезда Орловской губернии 1866 года упоминается как «деревня казённая, 103 двора, 883 жителя».
В 1880 году отмечается 133 двора и 1066 жителей. 
Согласно переписи населения 1926 года Ериловка – село с 330 дворами и 1675 жителями. В 1932 году числится 1694 жителя.

## Население
| 2010 |
| ---- |
| 349  |

## Транспорт
Ериловка связана асфальтированной автодорогой с сёлами Черкассы и Голиково.
В 5 км к северо-западу от Ериловки находится ж/д станция Талица (линия Елец – Лев Толстой ЮВЖД).

## Достопримечательности
- Церковь Александра Невского 1871 года.

## Известные жители
- Соломенцев, Михаил Сергеевич. Советский партийный и государственный деятель, председатель Совета Министров РСФСР. Уроженец Ериловки.